# Coll de Port (Arieja)
|  | Aquest article tracta sobre la collada de l'Arieja. Vegeu-ne altres significats a «Coll de Port (desambiguació)». |

El coll de Port (1.249 m) és un port de muntanya dels Pirineus, que es troba al departament de l'Arieja, entre Massat i Tarascon d'Arieja, al massís de l'Arize, unint les valls de Coserans i de l'Arieja.
El coll és emprat de tant en tant pel Tour de França i és molt popular entre els cicloturistes.

## Detalls de l'ascensió
Començant a la unió entre la D8 i la D618, a Tarascon d'Arieja (est), el coll té 17 km de llargada, durant els quals se supera un desnivell de 777 m a una mitjana del 4,6%. El desnivell màxim és del 9,2%.
Des de Massat (oest) el coll té 12,8 km de llargada, en què se superen 601 m de desnivell a una mitjana del 4,7%. Des de Massat, la D18 cap al sud enllaça amb la ruta que va a Aulús i Vic de Sòs a través del coll d'Agnes (1.570 m) i el Port de Lers (1.517 m).

## Tour de França
El Coll de Port va ser superat per primera vegada al Tour de França de 1910. El primer ciclista que passà pel cim fou Émile Georget. Des de 1947 ha estat superat en 10 ocasions.
| Any  | Etapa | Categoria          | Inici               | Final               | Primer al cim            |
| ---- | ----- | ------------------ | ------------------- | ------------------- | ------------------------ |
| 2009 | 8     | 2                  | Andorra la Vella    | Sent Gironç         | Sandy Casar (FRA)        |
| 2007 | 15    | 2                  | Foix                | Lodenvièla          | Juan Manuel Gárate (ESP) |
| 2002 | 12    | 2                  | Lanamesa            | Plateau de Beille   | Laurent Jalabert (FRA)   |
| 1998 | 11    | 2                  | Banhèras de Luishon | Plateau de Beille   | Roland Meier (SUI)       |
| 1997 | 10    | 2                  | Banhèras de Luishon | Andorra-Arcalís     | Laurent Brochard (FRA)   |
| 1976 | 13    | 2                  | Font-Romeu          | Sent Gaudenç        | Roland Smet (FRA)        |
| 1968 | 13    | 3                  | Sent Gaudenç        | La Seu d'Urgell     | Andrés Gandarias (ESP)   |
| 1965 | 10    | 3                  | Banhèras de Bigòrra | Acs                 | Rik van Looy (BEL)       |
| 1957 | 17    | Sense categoritzar | Acs                 | Sent Gaudenç        | Désiré Keteleer (BEL)    |
| 1947 | 14    | 2                  | Carcassona          | Banhèras de Luishon | Albert Bourlon (FRA)     |